# Стройцув
Стройцув (пол. Strojców) — село в Польщі, у гміні Болеслав Домбровського повіту Малопольського воєводства.
Населення — 110 осіб (2011).
У 1975-1998 роках село належало до Тарновського воєводства.

## Демографія
Демографічна структура станом на 31 березня 2011 року:
|          | Загалом | Допрацездатний вік | Працездатний вік | Постпрацездатний вік |
| -------- | ------- | ------------------ | ---------------- | -------------------- |
| Чоловіки | 50      | 12                 | 32               | 6                    |
| Жінки    | 60      | 10                 | 35               | 15                   |
| Разом    | 110     | 22                 | 67               | 21                   |